# Copa Elite libanesa de futbol
La Copa Elite libanesa de futbol (àrab: كأس النخبة اللبناني, Kaʾs an-Nuẖba al-lubnānī, ‘Copa libanesa de l'Elit’) és una competició futbolística del Líban que disputen els cinc primers classificats de la lliga i l'antic campió. La competició fou anteriorment anomenada Super Copa de la Lliga, Copa Viceroy i Copa Prime.

## Historial
Font:
| No. | Temporada | Campió       | Resultat    | Finalista       |
| --- | --------- | ------------ | ----------- | --------------- |
| 1r  | 1996      | Nejmeh       | 1–0         | Ansar           |
| 2n  | 1997      | Ansar        | 2–0         | Nejmeh          |
| 3r  | 1998      | Nejmeh       | 2–1         | Ansar           |
| 4t  | 1999      | Homenmen     | 2–1         | Shabab Sahel    |
| 5è  | 2000      | Ansar        | 1–0         | Tadamon Tir     |
| 6è  | 2001      | Nejmeh       | 3-3 (p)     | Tadamon Tir     |
| 7è  | 2002      | Nejmeh       | 1–1 (4-3 p) | Ahed            |
| 8è  | 2003      | Nejmeh       | 2–1         | Ahed            |
| 9è  | 2004      | Nejmeh       | 1–1 (6-5 p) | Ahed            |
| 10è | 2005      | Nejmeh       | 3–0         | Ansar           |
|     | 2006      | Cancel·lada  | Cancel·lada | Cancel·lada     |
|     | 2007      | Cancel·lada  | Cancel·lada | Cancel·lada     |
| 11è | 2008      | Ahed         | 3–1         | Ansar           |
| 12è | 2009      | Safa         | 2–1         | Ahed            |
| 13è | 2010      | Ahed         | 0–0 (4-3 p) | Ansar           |
| 14è | 2011      | Ahed         | 4–2         | Safa            |
| 15è | 2012      | Safa         | 2–0 (pr.)   | Ahed            |
| 16è | 2013      | Ahed         | 2–0         | Nejmeh          |
| 17è | 2014      | Nejmeh       | 3–1         | Safa            |
| 18è | 2015      | Ahed         | 1–0 (pr.)   | Safa            |
| 19è | 2016      | Nejmeh       | 1–0 (pr.)   | Ansar           |
| 20è | 2017      | Nejmeh       | 2–2 (6-5 p) | Ahed            |
| 21è | 2018      | Nejmeh       | 1–0         | Akhaa Ahli Aley |
| 22è | 2019      | Shabab Sahel | 3–3 (5-3 p) | Ansar           |
| 23è | 2021      | Nejmeh       | 3–3 (p)     | Ahed            |